# New Jewel Movement
Il New Joint Endeavor for Welfare, Education, and Liberation o New Jewel Movement (NJM) è stato un partito politico grenadino d'ispirazione marxista-leninista fondato nel 1973 da Maurice Bishop. L'NJM fondava il suo manifesto politico sull'indipendenza di Grenada nel 1974. Il movimento prese il controllo del Paese con una rivoluzione incruenta nel 1979 e governò fino alla sua deposizione da parte degli Stati Uniti d'America del presidente Ronald Reagan in seguito all'invasione del 1983, nota come Operazione Urgent Fury.